# 花溪乡 (巴中市)
花溪乡，是中华人民共和国四川省巴中市巴州区曾经下辖的一个乡。2019年12月，撤销花溪乡，将其所属行政区域划归水宁寺镇管辖。

## 行政区划
花溪乡撤销前下辖以下地区：
宏达社区、花溪村、龙口村、走马村、兵山村、土门村、天花村、大坝村、天星村、明山村、火峰村和新庙村。